# Bjeshkët e Nemuna Nationalpark
Bjeshkët e Nemuna Nationalpark (albansk: Parku Kombëtar Bjeshkët e Nemuna, serbisk: Национални парк Проклетије / Nacionalni park Prokletije) er en nationalpark i distrikterne Gjakova og Peja i det vestlige Kosovo. Den omfatter 630 km2 bjergrigt terræn med talrige søer, tætte løv- og nåleskove og alpine landskaber. Parken blev etableret for at beskytte sine økosystemer og biodiversitet, såvel som den kulturelle og historiske arv.
International Union for Conservation of Nature (IUCN) har opført parken som kategori II. Parken er især blevet anerkendt som et vigtigt fugleområde af international betydning udpeget efter BirdLife Internationals konvention. Den grænser op til Valbonëdalen Nationalpark i Albanien mod syd.
Prokletije-bjergene er den sydligste geologiske fortsættelse af De Dinariske Alper. Delen inden for landets territorium strækker sig omkring 26 km fra øst til vest og 50 km fra nord til syd. Bjergtoppen Gjeravica, der stiger til en højde på 2.656 moh., er det næsthøjeste naturlige punkt i bjergkæden såvel som i landet.
Bjergenes afvekslende højder og barske topografi har skabt gunstige betingelser for en mangfoldig vegetation og biodiversitet. Store pattedyr såsom vildkatte, gemse, rådyr, ulve, såvel som sjældne eller truede arter som los og brun bjørn kan findes i parkens skove. Et stort antal fuglearter, mere end et dusin fiskearter og nogle få krybdyr- og paddearter er blevet rapporteret. Næsten 37 arter af pattedyr, 148 arter af fugle, 10 arter af krybdyr, 13 arter af padder og 129 arter af sommerfugle er blevet dokumenteret inden for parkens grænser. Med hensyn til plantegeografi falder parken inden for Balkan blandede skove terrestriske økoregion i den palæarktiske tempererede bredbladede og blandede skov. Floraen er mangfoldig og karakteriseret med høj endemisme. I alt er over 1.000 plantearter blevet identificeret i hele parken.
Vegetationen er vertikalt opdelt i seks forskellige højdezoner. Egeskovszonen, der når cirka 800 meters højde, domineres blandt andet af ungarsk eg, frynseeg og vintereg. Bøgeskovszonen kan findes i den østlige del af parken i en højde mellem 900 meter op til 1.320 meter. Disse omfatter skove af ædelgran, platan, mannaask og slangebarkfyr. Den blandede egeskovszone er hovedsageligt dækket af sølvgran, rødgran og europæisk avnbøg, mellem 1.200 og 1.540 meter. Den mørke nåleskovszone er domineret af slangebarkfyr, silkefyr og rødgran . Zonen strækker sig fra en højde mellem 1.540 meter op til 1.800 meter. Ædelgranskovszonen, der ligger i en højde af 1850-1930 meter, er karakteriseret ved endemiske arter som silkefyr. Kratzonen, i en højde af 1850 til 2050 meter, er dækket af græs, mos, lav og 55 arter af urteagtige planter. De mest almindelige typer omfatter træ storkenæb, vilde jordbær, pil ensian og træ forglemmigej.